# Chondrodactylus bibronii
El geco de Bibron (Chondrodactylus bibronii) es una especie de geco de la familia Gekkonidae. Se distribuye extensamente a través de áreas rocosas y forestales de Sudáfrica, Namibia, Angola, Suazilandia, Mozambique y Tanzania meridional.

## Descripción
Los ejemplares adultos pueden llegar a medir hasta 20 cm aunque generalmente la hembra es más pequeña que el macho. De color marrón, tiene un moldeado dorsal, con unas tiras negras horizontales y puntos blancos. El vientre es blanco o marrón. Los patrones de la línea y del color de los adultos son más quebrados que los juveniles. La hembra a veces no tiene los puntos blancos.

## Comportamiento
Es territorial, y los machos son muy agresivos entre sí. Tiene hábitos tanto arbóreos como terrestres.
Las hembras cavan agujeros para poner sus huevos y posteriormente los cubren con un montón pequeño del sustrato. Ponen dos huevos dos veces por año.